# Vasif Talıbov
Vasif Talıbov (ou Talybov ; en azéri : Vasif Yusif oğlu Talıbov), né le 14 janvier 1960 à Aralig (République socialiste soviétique autonome du Nakhitchevan), est un homme politique azerbaïdjanais. Il est président de l'Assemblée suprême de la république autonome du Nakhitchevan de 1995 à 2022.

## Biographie

### Jeunesse et études
Diplômé d'histoire à l'université nationale du Nakhitchevan en 1981 et de droit à l'université de Bakou en 1998, il est enseignant dès 1981 dans le district de Sharur puis chef du personnel dans l'industrie textile.

### Politique
Talıbov est conseiller du président de l'Assemblée suprême du Nakhitchevan entre septembre 1991 et avril 1994, puis adjoint du Premier ministre de la république d'avril 1994 à décembre 1995, chargé des relations extérieures. Soutien d'Heydar Aliyev lors de la création du Parti du nouvel Azerbaïdjan, il devient membre du conseil politique du parti, puis est élu député en 1995 et président de l'Assemblée du Nakhitchevan en décembre de la même année,, et peut être considéré de facto comme le chef de la République autonome du Nakhitchevan, territoire d'Azerbaidjan enclavé entre l'Arménie et l'Iran. Il est réélu dans ses deux fonctions tous les cinq ans jusqu'en 2020.
Il développe essentiellement les relations avec ses voisins turc et iranien, ainsi qu'avec les Azéris vivant en Iran. Il établit des relations privilégiées avec la province autrichienne de Styrie en matière de commerce, de tourisme et d'environnement. Selon un témoignage cité dans Le Monde, "Talibov contrôlait tout, dirigeait tout et réprimait immédiatement tous ceux qui lui résistaient. Personne ne bougeait le petit doigt sans son autorisation. Heydar Aliev, avec qui il a des liens de parenté, lui a donné le Nakhitchevan comme un fief personnel. Bakou a rapidement perdu toute autorité ici. Talibov prenait un malin plaisir à dicter ses propres lois, par exemple à imposer des uniformes pour les écoliers, interdire l’achat de voitures en Azerbaïdjan
Il démissionne de ses fonctions le 21 décembre 2022.

### Controverses
Malgré des progrès économiques et culturels, sa gouvernance est régulièrement critiquée pour le musellement de la presse et des opposants politiques.

## Distinctions
En 2010, le président Ilham Aliyev lui remet l'insigne de l'ordre de la Gloire, puis, en 2020, celui de l'ordre de l'Honneur.